# Erdbeben in Australien 2021
Das Erdbeben in Australien 2021 ereignete sich am 22. September 2021 um 9:15 Uhr Ortszeit im australischen Mansfield im Bundesstaat Victoria an der Ostküste.

## Erdbeben
Das Hypozentrum des Bebens lag in 12,7 km Tiefe. Es ereignete sich an der australischen Ostküste in Mansfield, sein Epizentrum lag etwa 127 Kilometer nordöstlich der Stadt Melbourne. Die US-Erdbebenwarte (USGS), das European-Mediterranean Seismological Centre (EMSC), Indonesiens staatliche Agentur für Meteorologie, Klima und Geophysik (BMKG), das Deutsche GeoForschungsZentrum in Potsdam (GFZ) und Australiens Geowissenschaftliche Forschungsanstalt (Geoscience Australia) gaben als Magnitude des Erdbebens übereinstimmend 5,9 MW. Das Beben war auch in der Hauptstadt Canberra und in Sydney zu spüren. Es war das stärkste je in Victoria registrierte Erdbeben.

## Auswirkungen
Eine Person wurde leicht verletzt. Einige Gebäude und Straßen wurden leicht beschädigt.